# Hayoung Choi
Pour les articles homonymes, voir Choi.
Hayoung Choi, née en 1998 à Bielefeld (Allemagne), est une violoncelliste sud-coréenne.
En 2022, elle est premier lauréat du Concours musical international Reine Élisabeth de Belgique.

## Biographie

### Éducation musicale
Hayoung Choi a étudié dans les hautes écoles et académies suivantes :  
- Université nationale des arts de Corée, avec Chung Myung-wha et Hyong-won Chang ;
- Purcell School for Young Musicians (en) (Angleterre) avec Alexander Boyarsky ;
- Académie Kronberg (Allemagne), avec Frans Helmerson et Wolfgang Emanuel Schmidt (de).

## Instruments
Hayoung Choi joue sur un violoncelle du luthier crémonais Nicolas Bergonzi (1754–1832), actif au tournant du XIXe siècle,.

## Récompenses et distinctions
- 2010 : elle reçoit la bourse pour un jeune musicien prometteur aux classes de maître d'Uttwil (Suisse)

Premiers prix
- Strad Music Competition
- 2006 : Yewon Musicompetition
- concours Antonio Janigro (Croatie)
- 2009 : International Justus Johann Friedrich Dotzauer Competition (Allemagne)
- 2011 : International Johannes Brahms Competition (Autriche)
- 2018 : International Krzysztof Penderecki Cello Competition (Pologne)
- 2022 : premier lauréat du concours Reine Élisabeth : grand prix international Reine Élisabeth (d'un montant de 25 000 €), prix de la Reine Mathilde